# Пульсуючий електричний струм
Пульсуючий електричний струм — це струм, який змінює своє значення з плином часу, але не змінює (як змінний струм) свій напрямок.

## Властивості пульсуючого струму та область його застосування

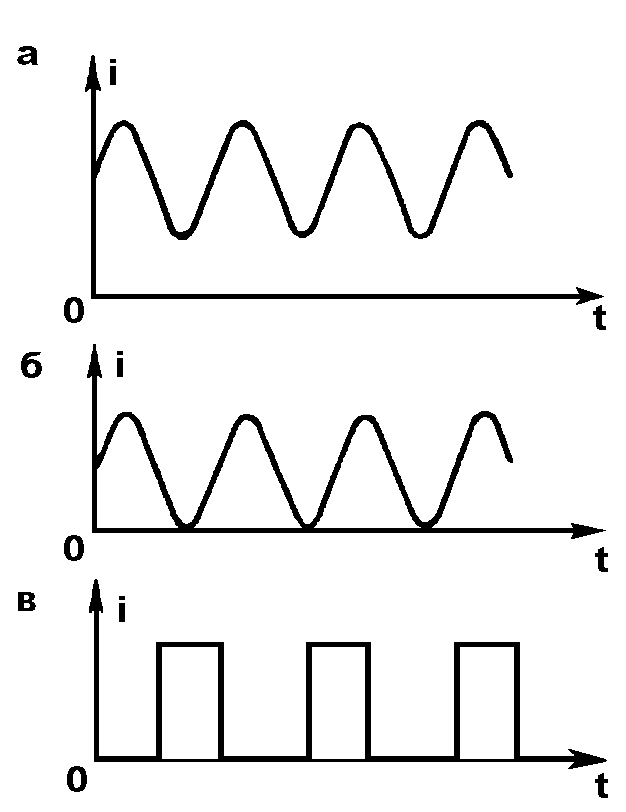
а, б) — синусоїдні пульсуючі струми, в) — імпульсний пульсуючий струм

Різні пульсуючі струми відрізняються один від іншого формою (якщо напруга ніколи не зменшується до нуля), а також тривалістю і частотою імпульсів (якщо в деяких періодах часу струм відсутній). Пульсуючий струм зручно розглядати як комбінацію з двох різноманітних струмів — постійного і змінного. Постійною складовою пульсуючого струму можна назвати її середній арифметичний струм — Iср. Фізичний зміст цієї величини полягає в тому, що вона показує сумарну кількість електричного заряду, перенесеного за одиницю часу через провідник.
Пульсуючі струми використовуються в різних типах сучасної техніки, наприклад, імпульсних блоках живлення люмінесцентних ламп, енергоощадних лампах, світлорегуляторах, регуляторах частоти обертання електродвигунів, наприклад, в пральних машинах, і т. д.

## Пульсуючий струм в побуті
У зв'язку з широким впровадженням у побутове використання складних імпульсних приладів, побутова освітлювальна мережа, крім звичайного синусоїдного струму, почала включати й пульсуючі струми. У зв'язку з цим, при використанні пристроїв захисного відключення в побуті, рекомендовані ПЗВΘ типу A, які реагують на витоки як змінного, так і пульсуючого струму.